# Dugo Selo Lukačko
Dugo Selo Lukačko es una localidad de Croacia en el municipio de Lukač, condado de Virovitica-Podravina.

## Geografía
Se encuentra a una altitud de 110 m s. n. m. a 150 km de la capital nacional, Zagreb.

## Demografía
En el censo 2011 el total de población de la localidad fue de 570 habitantes.
| Gráfica de población de Dugo Selo Lukačko 1857-2011                 |
|                                                                     |
| Según los censos de población de la oficina estadística de Croacia. |